# アバハウス

## 沿革
- 1978年（昭和53年） - メンズカジュアルブランド「アバハウス」をスタート。
- 1986年（昭和61年） - 株式会社アバハウスインターナショナル設立。
- 1988年（昭和63年） - 初のレディスブランド「アバハウス・ドゥヴィネット」をスタート。
- 1992年（平成4年） - 雑貨部門として「アルフレッド・バニスター」をスタート。
- 1993年（平成5年） - 「5351プール・オム　エ　ラ　ファム」をスタート。
- 1995年（平成7年） - レディスカジュアルブランド「ルージュ・ヴィフ」をスタート。
- 2000年（平成12年） - メンズブランド「デザインワークス」、レディスブランド「リヴィジテーション」、レディス雑貨ブランド「インターステイプル」をスタート。
- 2001年（平成13年） - インテリア雑貨事業部「コレックス」をスタート。イギリスにAbahouse UK LTD.を設立。ソーホー地区にデザインワークスロンドン店をオープン。
- 2003年（平成15年） - レディスブランド「カリテ」をスタート。
- 2004年（平成16年） - デザインワークスのレディスラインをスタート。
- 2005年（平成17年） - レディスブランド「シィンファ」をスタート
- 2006年（平成18年） - メンズブランド「ナイジェル・ケボーン」をスタート

## 主なブランド
- ABAHOUSE（アバハウス）
- RECENCY OF MINE（リーセンシィ オブ マイン）
- DESIGNWORKS - MEN'S（デザインワークス）
- DESIGNWORKS concept store（デザインワークス コンセプトストア）
- DESIGNWORKS deux cotes（デザインワークス ドゥ・コート ）
- MYSELF ABAHOUSE（マイセルフ アバハウス）
- 5351POUR LES HOMMES（5351プール・オム）
- SCHORL（ショール）
- Abahouse Devinette（アバハウス・ドゥヴィネット）
- Abahouse Devinette Luxe（アバハウス・ドヴィネット リュクス）
- 36 Quatre-Neuf（カトルナフ）
- l. et r. Abahouse Devinette（エル エ エル アバハウス・ドゥヴィネット）
- qualite（カリテ）
- qualite scape（カリテ スケープ）
- Rouge vif la cle（ルージュ・ヴィフ ラクレ）
- Rouge vif（ルージュ・ヴィフ）
- 5351POUR LES FEMMES（5351プーラ・ファム）
- grintmati（グリントマティ）
- DESIGNWORKS - LADY'S（デザインワークス）
- Nomine（ノミネ）
- alfredoBANNISTER（アルフレッド・バニスター）
- ALFREDO BANNISTER IN（アルフレッド・バニスター イン）
- INFINITO（インフィニート）
- grappeBANNISTER（グラップ バニスター）
- interstaple（インターステイプル）
- petite classe（プティトゥ クラッセ）
- AU BANNISTER（オゥ バニスター）
- Ragrise（ラグライズ）
- RAG by Ragrise（ラグ バイ ラグライズ）
- collex（コレックス）
- everyday by collex（エブリディバイコレックス）

## 主な取引先
- 株式会社大丸
- 株式会社丸井
- 株式会社西武百貨店
- 株式会社ルミネ
- 株式会社伊勢丹
- 株式会社高島屋
- 株式会社阪急百貨店
- 丸紅株式会社
- 住金物産株式会社
- 伊藤忠モードパル株式会社
- その他